# Stocksjön (Nordmalings socken, Ångermanland)
Stocksjön är en sjö i Nordmalings kommun i Ångermanland och ingår i Leduåns huvudavrinningsområde. Sjön har en area på 0,0436 kvadratkilometer och ligger 251,2 meter över havet.

## Delavrinningsområde
Stocksjön ingår i det delavrinningsområde (707207-166889) som SMHI kallar för Utloppet av Stocksjön. Medelhöjden är 261 meter över havet och ytan är 0,52 kvadratkilometer. Det finns ett avrinningsområde uppströms, och räknas det in blir den ackumulerade arean 4,45 kvadratkilometer. Vattendraget som avvattnar avrinningsområdet har biflödesordning 3, vilket innebär att vattnet flödar genom totalt 3 vattendrag innan det når havet efter 37 kilometer. Avrinningsområdet består mestadels av skog (92 procent). Avrinningsområdet har 0,04 kvadratkilometer vattenytor vilket ger det en sjöprocent på 7,9 procent.